# Боблен
Бо̀блен или Боблени (на гръцки: Ακροπόταμος, Акропотамос, до 1928 година Μπόμπλιανη, Бо̀бляни) е село в Егейска Македония, Гърция, дем Кушница, област Източна Македония и Тракия.

## География
Селото е разположено на 240 m надморска височина в северните склонове на планината Люти рид (Символо), недалеч от брега на Орфанския залив при вливането на река Струма, на около 30 километра югозападно от Правища (Елевтеруполи).

## История

### Етимология
Според Йордан Заимов и Йордан Н. Иванов името е жителско име от *Бобляне, за което говорят запазените форми Μπόμπλιανη и Povljani, от местното име *Боб, *Боби от боб, но по-скоро в старото му общославянско значение бакла (Vicia faba), а не Phaseolus vulgaris. След лабиала б се е развило епентетично л.

### В Османската империя
Александър Синве („Les Grecs de l’Empire Ottoman. Etude Statistique et Ethnographique“), който се основава на гръцки данни, в 1878 година пише, че в Попляни (Popliani) живеят 210 гърци.
В 1889 година Стефан Веркович („Топографическо-этнографическій очеркъ Македоніи“) пише за Боблен:
| „ | Боблен, смесено село; 1 църква, 1 училище, 1 джамия, 1 мюсюлманско училище. От града е отдалечено на 6 часа разстояние. Жителите християни са гърци, а мохамеданите - помаци. | “ |

Към 1900 година според статистиката на Васил Кънчов („Македония. Етнография и статистика“), населението на Боблен брои 150 гърци и 400 турци.

### В Гърция
Селото попада в Гърция след Междусъюзническата война в 1913 година. В 1923 година турското население е изселено в Турция по силата на Лозанския договор и в селото са заселени гърци бежанци. В 1928 година Боблен е изцяло бежанско с 95 семейства с 436 души.
Населението произвежда главно тютюн и пшеница, като се занимава частично и с пчеларство и скотовъдство.
Близо до Боблен, в югозападните падини на Люти рид (Символо) е имало малко, вероятно чифлигарско селище Монолитос Боблянис (Μονόλιθις Μπόμπλιανης), от 1928 година Монолитос Акропотаму (Μονόλιθις Ακροποτάμου). Селото е споменато в преброяването от 1913 година като напуснато без население. В 1920 година има 70 жители, но малко-по-късно е напусната. Второ чифлигарско селище е Монолитос  Фтерис (Μονόλιθις Φτερής). То също в 1913 година се води напуснато, в 1920 година има 37 жители и след това е заличано.
Също така в землището на Боблен, в югозападните падини на Кара баир е имало малко, вероятно чифлигарско селище Монолитос Боблянис (Μονόλιθις Μπόμπλιανης), от 1928 година Монолитос Акропотаму (Μονόλιθις Ακροποτάμου). Селото е споменато в преброяването от 1913 година като напуснато без население. В 1920 година има 70 жители, но малко-по-късно е напусната.
| Име           | Име            | Ново име   | Ново име   | Описание                                    |
| ------------- | -------------- | ---------- | ---------- | ------------------------------------------- |
| Кавалиот тепе | Καβαλιὼτ Τεπὲ  | Алони      | Αλώνι      | възвишение в Люти рид (230 m), Ю от Боблен  |
| Дапища        | Νταπίστα       | Капнолофи  | Καπνολοφοι | възвишение в Люти рид (206 m), Ю от Боблен  |
| Чандал дере   | Τσαντὰλ Ντερὲ  | Сикалорема | Σικαλόρεμα | възвишение в Люти рид (130 m), ЮИ от Боблен |
| Харман Пери   | Χαρμὰν Περί    | Алонотопос | Αλωνότοπος | местност ЮИ от Боблен                       |
| Асар          | Ασὰρ           | Мегалорема | Μεγαλόρεμα | река в Люти рид, десен приток на Лъджа      |
| Емир дере     | Ἐμὶρ Λάκκος    | Лакия      | Λακκιὰ     | река в Люти рид, ляв приток на Лъджа        |
| Имам чешме    | Ἰσμὰμ Τσεσμὲ   | Вриси      | Βρύση      | извор в Люти рид, Ю от Боблен               |
| Байкури       | Μπαϊκούρι      | Аетофолия  | Ἀετοφωλιά  | местност СЗ от Боблен                       |
| Гьол Киран    | Γκιόλ Κιράν    | Ксиротопос | Ξηρότοπος  | възвишение в Люти рид, Ю от Боблен          |
| Коста Гидики  | Κώστα Γκιντίκι | Монопати   | Μονοπάτι   | възвишение в Люти рид (293 m), С от Боблен  |

| Година    | 1913 | 1920 | 1928 | 1940 | 1951 | 1961 | 1971 | 1981 | 1991 | 2001 | 2011 | 2021 |
| --------- | ---- | ---- | ---- | ---- | ---- | ---- | ---- | ---- | ---- | ---- | ---- | ---- |
| Население | 395  | 302  | 594  | 772  | 916  | 994  | 729  | 668  | 769  | 693  | 675  | 607  |